# Michel Iturria
Michel Iturria, né le 17 octobre 1946 à Bordeaux, est un auteur de bande dessinées, dessinateur d'actualité et caricaturiste français.

## Biographie

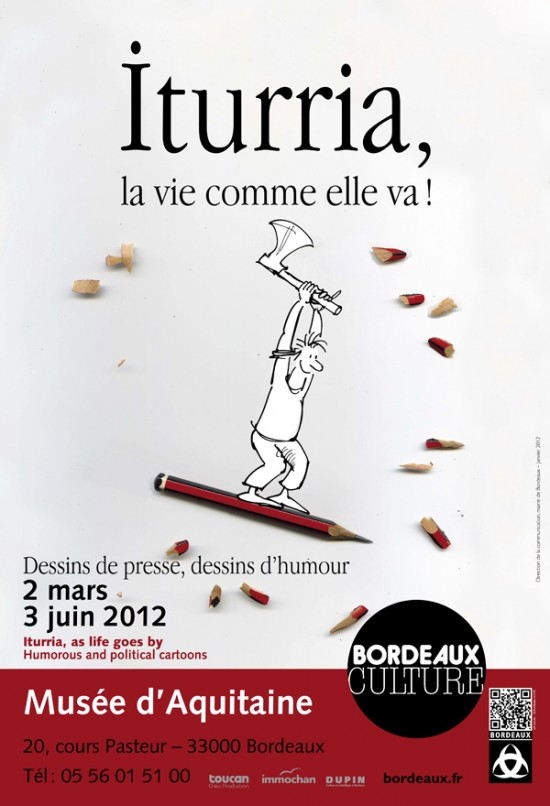
Exposition au Musée d'Aquitaine de Bordeaux

Études au lycée Michel-Montaigne puis à la Faculté de droit de Bordeaux.
Il commence par être publié dans le quotidien régional Sud Ouest en 1964. Puis il entame une collaboration permanente en 1974 avec Sud Ouest. Il illustre l'actualité, il publie des recueils de dessins politiques. Il a réalisé pour l'instant 12 700 dessins[réf. nécessaire], publiés pour la majorité dans Sud Ouest. 
Il crée également une série de bande dessinée sur le rugby à XV, Les Rubipèdes, aves 8 albums, édités par Marie-Claude Iturria en 1981-1988 (première édition). Les Rubipèdes ont été repris par Glénat en deux volumes 1998. En 2010, ils sont réédités par les Éditions Sud Ouest.
Il reçoit le Grand prix de l'humour vache en 1989, le prix du public au salon d'Épinal et le prix d'humour de l'Assemblée nationale (Bataclan)[réf. nécessaire].
Du 2 mars au 3 juin 2012, le Musée d'Aquitaine de Bordeaux lui consacre une exposition nommée La vie comme elle va retraçant 40 ans de dessins publiés principalement dans Sud ouest. 
Le 16 novembre 2013, la médaille de la Ville de Bordeaux lui est remise par le maire de la ville, Alain Juppé.

### Vie personnelle
Michel Iturria, basque, est marié à une corse, Marie-Claude Sei Dominici (peintre et sculptrice).

### Divers
- La bibliothèque de La Lande-de-Fronsac porte son nom.

## Œuvres publiées

### Bande dessinée
- Les Rubipèdes

1. On a gagné ! - ed. MC  Iturria 06/1981
2. Chaud devant ! - ed  MC Iturria 11/1982
3. Ca tourne pas rond ! - ed MC Iturria 11/1983
4. On se calme ! - ed  MC Iturria 11/1984
5. Bille en tête ! - ed MC Iturria 11/1985
6. Une levée de boucliers - ed  MC Iturria 11/1986
7. Opéra-bouffes - ed MC Iturria 10/1988
8. Les dieux du stade ont soif - ed MC Iturria

- Grabouilleau "La vie comme elle vient" Bourgeix Iturria - ed MC Iturria.
- "Y'a un espoir" Iturria. - ed MC Iturria

### Dessins de presse
- Toi y'en a provincial mon-z-ami ? - 1976 Sud-Ouest
- Pendant les travaux la crise continue - 1978 Féret
- Y'a un espoir - 1983 MC Iturria
- Des malentendus - 1986 Sud Ouest
- Ni vu ni connu - 1986 Sud Ouest
- Un dépôt de bilan globalement positif - 1990 Sud Ouest
- Un monde au pil - 1991 Sud Ouest
- J'ai dix ans - 1991 Sud Ouest
- Au plus près - 1992 Sud Ouest
- Tout à fait Edouard  - 1993 Sud Ouest
- Gardarem lou béret - 1993 Sud Ouest
- Y'a pas photo - 1994 Sud Ouest
- Ni dieu ni maître - 1995 Sud Ouest
- D'une courte tête - 1995 Sud Ouest
- Alors heureuse ? - 1996 Sud Ouest
- Je le ferai plus - 1997 Sud Ouest
- On ne rit pas - 1998 Sud Ouest
- Vous allez voir ce que vous allez voir - 1999 Sud Ouest
- Noël au goudron Pâques au prion - 2000 Sud Ouest
- Sortez couverts - 2001 Sud Ouest
- Attention fragile - 2002 Sud Ouest
- L'année des boulettes - 2003 Sud Ouest
- Pas de chichi entre nous - 2004 Sud Ouest
- Emporté par la foule - 2005 Sud Ouest
- La foire du trône - 2006 Sud Ouest
- Ça empire - 2007 Sud Ouest
- D'Amour et d'eau fraîche - 2008 Sud Ouest
- Un temps de cochon - 2009 Sud Ouest
- Rien ne va plus - 2010 Sud Ouest
- Remue Ménage - 2011 Sud Ouest
- La vie comme elle va ! - 2012 Le Castor Astral
- Dernières nouvelles de l'ours (dessins animaliers) - 2018 Cairn